# Blepharis spinifex
Blepharis spinifex är en akantusväxtart som beskrevs av Hermann Merxmüller. Blepharis spinifex ingår i släktet Blepharis och familjen akantusväxter. Inga underarter finns listade i Catalogue of Life.